# Rocklake
Rocklake è un centro abitato (city) degli Stati Uniti d'America, situato nella Contea di Towner, nello Stato del Dakota del Nord. Nel censimento del 2000 la popolazione era di 194 abitanti. La città è stata fondata nel 1900.

## Geografia fisica
Secondo i rilevamenti dell'United States Census Bureau, la località di Rocklake si estende su una superficie di 0,60 km², tutti occupati da terre.

## Popolazione
Secondo il censimento del 2000, a Rocklake vivevano 194 persone, ed erano presenti 54 gruppi familiari. La densità di popolazione era di 342 ab./km². Nel territorio comunale si trovavano 116 unità edificate. Per quanto riguarda la composizione etnica degli abitanti, il 95,88% era bianco, il 3,61% era nativo e lo 0,52% apparteneva a due o più razze.
Per quanto riguarda la suddivisione della popolazione in fasce d'età, il 26,3% era al di sotto dei 18, il 3,1% fra i 18 e i 24, il 26,8% fra i 25 e i 44, il 14,4% fra i 45 e i 64, mentre infine il 29,4% era al di sopra dei 65 anni di età. L'età media della popolazione era di 42 anni. Per ogni 100 donne residenti vivevano 92,1 maschi.